# 草子ブックガイド
『草子ブックガイド』（そうこブックガイド）は玉川重機による日本の漫画作品。『モーニング・ツー』（講談社）2009年24号（7月22日（水）発売）に読み切りとして初掲載され、同誌での3号集中連載を経て『週刊モーニング』（同社刊）2010年51号に続編が掲載。以後、同誌にて2014年8号まで不定期連載された。以後も発表媒体を移しての継続が予定されているが、2014年1月現在で移籍先は未定であり、移籍先については公式ツイッター上での告知が予定されている。
また、スピンオフとして「早稲田文学フリーペーパーWB」vol.20より「早稲田文学編」が掲載されている。単行本は2014年2月現在、3巻まで発売中。

## あらすじ
内向的で読書好きの少女・内海草子は西荻窪の古書店「青永遠屋（おとわや）」に通い、無断で本を持ち帰ってはその感想を記したメモを挟んで書棚に返すということを繰り返していた。店主は草子の感想文を気に入り、「ブックガイド」を続けてくれるように頼む。そうして「青永遠屋」が草子の居場所となる日々が始まった。

## 作中で登場した文学作品
1. ロビンソン漂流記（ダニエル・デフォー、平田禿木訳、冨山房家庭文庫世界児童文学全集）
2. ダイヤのギター（トルーマン・カポーティ『ティファニーで朝食を』収録作、龍口直太郎訳、新潮文庫）
3. 山月記（中島敦『山月記・李陵』収録作、ほるぷ出版）
4. 山家集（西行、伊藤嘉夫校註、日本古典全集・第一書房）
5. 老人と海（アーネスト・ヘミングウェイ、福田恆存訳、新潮文庫）
6. 山椒魚（井伏鱒二『井伏鱒二全集 第一巻』収録作、筑摩書房）
7. バベルの図書館（ホルヘ・ルイス・ボルヘス『伝奇集』収録作、岩波文庫）
8. 銀河鉄道の夜（宮沢賢治、新潮文庫）
9. 夏への扉（ロバート・A・ハインライン、小尾芙佐訳、早川書房）
10. 月と六ペンス（サマセット・モーム、中野好夫訳、新潮文庫）
11. 飛ぶ教室（エーリヒ・ケストナー、高橋健二訳、岩波書店ケストナー少年文学全集4）
12. 夢応の鯉魚（上田秋成『雨月物語』収録作、ほるぷ出版日本文学古典編）
13. 百鬼園日記帖（内田百閒、ちくま文庫）
14. イワンのばか（レフ・トルストイ、北御門二郎訳、あすなろ書房トルストイの散歩道2）
15. ハローサマー、グッドバイ（マイクル・コーニイ、山岸真訳、河出文庫）
16. 新しい人よ眼ざめよ（大江健三郎、講談社）
17. 荒野のおおかみ（ヘルマン・ヘッセ、高橋健二訳、新潮文庫）

## 書誌情報
- 玉川重機 『草子ブックガイド』 講談社〈モーニングKC〉、既刊3巻
  1. 2011年9月23日発売、ISBN 978-4-06-387044-2
  2. 2013年2月22日発売、ISBN 978-4-06-387192-0
  3. 2014年2月21日発売、ISBN 978-4-06-387296-5